# Röntgenportrait
Das Röntgenporträt ist ein für das Kunstprojekt „Röntgenportrait“ gebildeter Ausdruck. Dieses Kunstprojekt von Tor Seidel fand 2003 in dem von den sowjetischen Truppen verlassenen Festspielhaus Hellerau in Dresden als Installation zum ersten Mal statt und wurde 2005 in Zürich und Berlin gezeigt.
Ausgangspunkt war die Überlegung, dass es sich bei Röntgenaufnahmen vom Kopf de facto nicht um Porträts handeln kann – denn strenggenommen ist ein Porträt eine Abbildung einer Oberfläche, der des Gesichtes. Eine Röntgenaufnahme hingegen beruht auf der Wirkung der im deutschen Sprachraum so genannten Röntgenstrahlung. Dabei geht die Strahlung durch einen Körper hindurch und wirft von den Körperteilen, die diese Strahlung absorbieren (zum Beispiel Knochen), Schatten auf eine fotografische Platte. Dieses Röntgenbild zeigt keine Oberflächen und ist meist nur von Spezialisten, den Radiologen, lesbar. Mithin zeigt es nicht das was ein fotografisches Porträt zeigen kann, eine Person und deren Gesichtsausdruck. Wissenschaftlich gesehen wäre es also gar nicht möglich von Röntgenportraits zu sprechen.

## Röntgenportraits
Die Installation „Röntgenportraits“ zeigte vergrößerte Röntgenaufnahmen von Köpfen als Tafelbilder. Das zugrundeliegende Material ist der Restbestand eines ehemaligen sowjetischen Militärlazarettes im Festspielhaus Dresden-Hellerau, welches von den sowjetischen Truppen in der DDR-Zeit genutzt wurde.
Die Röntgenaufnahmen wie Porträts zu behandeln war das Resultat der Beobachtung, dass die Aufnahmen nicht den typischen abstrakten Knochenausdruck aufwiesen, sondern gesichtsähnliche Züge. Ob sich dies der Art der Röntgenapparatur und der Stärke der Strahlung respektive der Behandlung durch die sowjetischen  Militärärzte schuldete, blieb unklar. Auch die „Diagnose“ des Materials bei Radiologen und Röntgenspezialisten konnte dazu keine Klärung bringen. Diese Aufnahmen hingen als 150 × 200 cm große Tafelbilder im Festspielhaus. Der Londoner Sound-Designer James Welburn schrieb ein Stück zu dieser Installation.
Vielfältig sind bei der Auswahl der Köpfe die Verschiedenartigkeiten des Ausdrucks: geöffnete Münder, die an Schreie erinnern, mondartige Gesichter, Augenhöhlen die wie Augen wirken. Der Ausdruck „Röntgenportrait“ erwies sich beim Anblick dieser Bilder als sinnvoll und wurde verwendet, um einerseits den Begriff eines Porträts zu erweitern und gleichzeitig auf einen künstlerischen Eingriff hinzuweisen.

## Röntgenskulpturen
2005 wurde das Projekt „Röntgenportrait“ auf das Science et Cité in Zürich eingeladen. Für diese Installation wurden die Hellerauer Aufnahmen für die sogenannten Röntgenskulpturen verwendet. Die Idee war, den vermeintlichen Gesichtsausdruck der Röntgenaufnahmen ins Dreidimensionale zu übersetzen. Das gelingt, schaut der Betrachter durch eine Röhre auf die hintereinander angeordneten Schnittberechnungen, wodurch ein dreidimensionaler Körper erscheint.

## Die Publikation „Röntgenportrait“
Das Buch Röntgenportrait erschien 2005 bei Bühler+Heckel Berlin.
Der Ausstellungsmacher Bodo Michael Baumunk (Deutsches Hygienemuseum Dresden) verfolgt die Spur einer erhaltenen Röntgenaufnahme vom Zahn des Reichspräsidenten von Hindenburg im Kontext seiner Zeit. Der Arzt und Philosoph Jan Holthues deutet den Vorgang des Sehens anhand der Röntgenbilder aus erkenntnistheoretischer Sicht. Der Dresdner Schriftsteller Marcel Beyer wandert in seinem experimentellen Gedicht durch eine imaginäre Landschaft wie Dresden-Hellerau. Die Wissenschaftsforscherin Monika Dommann (Zürich) verortet die Relevanz von Röntgenbildern in Bezug auf den Tod. Der Wissenschaftsforscher und Autor Michael Hagner (Zürich)  betrachtet Versuche, über das Sichtbare hinaus Sichtbarkeit erzeugen zu können. Er untersucht die Geschichte des Gedankenlesens. Der Dresdner Fotohistoriker Wolfgang Hesse betrachtet die Röntgenbilder als Bilder des Lebens vor dem Tod. Markus Buschhaus (Düsseldorf) beschreibt den Kontextwandel der medizinischen Aufnahmen zu Kunstobjekten.

## Fazit
Das Kunstprojekt, der Ausdruck „Röntgenportrait“ und die Publikation erweitern den Begriff des fotografischen Porträts.